# Hendrik Daniël Trimpe
Hendrik Daniël Trimpe (Kloetinge, 2 september 1897 – Terneuzen, 5 februari 1967) was een Nederlands politicus van de ARP.
Hij werd geboren als zoon van Pieter Adriaan Trimpe (1861-1936; schilder) en Elizabeth Jozina Kloosterman (1858-1933). Hij volgde een opleiding bij een normaalschool en werd daarna volontair bij de gemeentesecretarie van Kloetinge. Trimpe is daar ook nog tijdelijk gemeentesecretaris geweest voor hij in 1922 Chr. Glerum opvolgde als gemeentesecretaris van Schore. In januari 1934 werd Trimpe daar de burgemeester. Schore ging in 1941 op in de gemeente Kapelle waarmee zijn functie kwam te vervallen. In de periode van mei tot oktober 1945 was hij waarnemend burgemeester van Sint Philipsland en daarna was hij werkzaam bij de gemeentesecretarie van Spijkenisse. Eind 1949 volgde zijn benoeming tot burgemeester van Zaamslag. Trimpe ging in 1962 met pensioen en overleed begin 1967 op 69-jarige leeftijd.